# Myzia
Genre
Myzia est un genre d'insectes coléoptères de la famille des coccinelles.

## Liste d'espèces
Selon BioLib (22 novembre 2021) :
- Myzia gebleri (Crotch, 1874)
- Myzia interrupta (Casey)
- Myzia oblongoguttata (Linnaeus, 1758)
- Myzia pullata (Say, 1826)
- Myzia sexvittata (Kitano, 2008)
- Myzia subvittata (Mulsant)

Selon ITIS (29 août 2014) :
- Myzia interrupta (Casey, 1899)
- Myzia pullata (Say, 1826)
- Myzia subvittata (Mulsant, 1850)

Selon NCBI (20 mai 2024) :
- Myzia gebleri
- Myzia interrupta
- Myzia oblongoguttata
- Myzia pullata
- Myzia subvittata